# Європейський ядерний форум

Логотип Європейського ядерного форуму

Європейський ядерний форум (англ. European Atomic Forum — FORATOM) торговельна організація що займається промисловістю ядерної енергії у Європі. зі штаб-квартирою у Брюселі. Організація визначає свою головну мету як: «сприяти використанню ядерної енергії в Європі, представлячи інтереси цього важливого і багатогранного промислового сектору». Україна — асоційований член Європейського ядерного форуму з 26 червня 2011 року.
Теперішній директор Європейського ядерного форуму Сантьяго Сан Антоніо.
Основна активність форуму полягає в тому, щоб зробити європейську політику сприятливішою для атомної промисловості.
Робота форуму тісно пов'язана з Європейським ядерним товариством, що має офіс за тією ж адресою.
Foratom оцінив, що у 2007 році він витратив 1 634 500 € на лобіювання установ Європейського союзу.